# Empecta obsoleta
Empecta obsoleta är en skalbaggsart som beskrevs av Blanchard 1851. Empecta obsoleta ingår i släktet Empecta och familjen Melolonthidae. Inga underarter finns listade i Catalogue of Life.